# Fire Punch
Fire Punch (jap. ファイアパンチ) ist eine Mangaserie von Tatsuki Fujimoto, die von 2016 bis 2018 in Japan erschien. Das Werk ist in die Genres Shōnen und Drama einzuordnen und wurde in mehrere Sprachen übersetzt.

## Inhalt
In einer Welt, in der „Gesegnete“ über besondere Fähigkeiten verfügen, hat die mit der Kraft des Frostes gesegnete Eishexe die Welt in eine Wüste aus Eis und Schnee verwandelt. Keine Pflanze wächst mehr und die Menschen müssen sich von den verbliebenen Lebensmitteln ernähren. Die Geschwister Agni und Luna haben die Fähigkeit zu regenerieren, wenn auch bei Agni stärker als bei seiner Schwester. Sie erhalten ihre kleine Gemeinde am Leben, indem Agni sich wieder und wieder einen Arm abhackt, der dann rasch nachwächst. Als eines Tages Soldaten den Ort erreichen und erfahren, dass hier Menschenfleisch gegessen wird, brennen sie es mit einem Feuerzauber nieder. Auch Luna stirbt und nur Agni überlebt dank seiner starken Regeneration. Doch auch der Feuerzauber auf ihm endet nicht.
Agni begibt sich in seinem quälenden, brennenden Zustand auf die Suche nach den Mördern seiner Schwester, um sich zu rächen. Auf der Reise begegnet er anderen Gesegneten, die ihre Fähigkeiten einsetzen um andere Menschen zu beherrschen oder die selbst zum Einsatz ihrer Kräfte gezwungen werden.

## Veröffentlichung
Die Serie erschien von April 2016 bis Januar 2018 im Magazin Shōnen Jump Plus von Shūeisha. Der Verlag brachte die Kapitel auch in insgesamt acht Sammelbänden heraus. Der 7. Band verkaufte sich in der ersten Woche über 16.000 mal, der 8. Band über 11.000 mal. 2017 wurde der Manga für den Manga Taisho nominiert.
Eine deutsche Übersetzung erschien zwischen Mai 2018 und Juli 2019 komplett bei Kazé Deutschland in einer Übersetzung von Yvonne Gerstheimer. Viz Media bringt eine englische Übersetzung heraus und bei Norma Editorial erscheint eine spanische Fassung.